# Gerard I van Vaudémont
Gerard I van Vaudémont (circa 1057 - 1108) was van 1070 tot aan zijn dood de eerste graaf van Vaudémont. Hij behoorde tot het huis Lotharingen.

## Levensloop
Gerard I was de tweede zoon van hertog Gerard van Lotharingen en Hedwig van Namen, dochter van markgraaf Albert II van Namen.
Na de dood van zijn vader in 1070 eiste Gerard een deel van zijn domeinen op. Om aan zijn aanspraken te bekrachtigen, verwoestte hij zelfs het zuidelijke deel van Lotharingen. Zijn broer, hertog Diederik II van Lotharingen, was dan weer zo sterk betrokken in het conflict met graaf Lodewijk van Montbéliard om de erfopvolging in Lotharingen, dat hij de regering in Saintois en de streek rond Vaudémont aan Gerard. Gerard kreeg daarop van keizer Hendrik IV de titel van graaf toegewezen. Vanaf dat moment werkte hij nauw samen met zijn broer en vervulde hij de opdracht om de zuidelijke grenzen van het hertogdom te beschermen. 
Volgens Jean de Bayon werd Gerard in 1080 tijdens de strijd tegen hertog Odo I van Bourgondië gevangengenomen, maar dit wordt in geen enkele andere bron vermeld. Omdat in die periode de suzereiniteit over Charmes overging van het graafschap Vaudémont naar het hertogdom Bourgondië, wordt dit bericht als geloofwaardig beschouwd.
Tijdens zijn bewind werd Gerard vaak vermeld in kloosterlijke documenten, behalve in de periode van 1097 tot 1101. Dit doet vermoeden dat hij toen deelnam aan de Eerste Kruistocht, maar dit wordt door geen enkele kroniekschrijver vermeld. Hij stierf in 1108.

## Huwelijk en nakomelingen
Rond 1080 huwde Gerard met Hedwig (overleden rond 1126), dochter van graaf Gerard van Egisheim. Ze kregen volgende kinderen:
- Hugo I (overleden in 1155), graaf van Vaudémont
- Gisela (1090-1141), huwde eerst met graaf Renard III van Toul en daarna met graaf Reinoud I van Bar
- Stephanie (overleden tussen 1160 en 1188), huwde met graaf Frederik I van Pfirt
- Judith (overleden rond 1163), abdis van de Abdij van Remiremont en van de abdij Saint-Pierre-aux-Nonnains in Metz